# Henri Corbeels
Henri Corbeels (Herent, 27 oktober 1871 – Wilsele, 24 februari 1950) was een Belgisch socialistisch politicus.

## Levensloop
Corbeels liep school tot zijn elfde en ging daarna aan de slag als metaalarbeider. Beïnvloed door het socialisme sloot hij zich in 1887 aan bij de Belgische Werkliedenpartij. Corbeels werd het boegbeeld van deze partij in de streek van Wilsele en stichtte in 1909 een socialistische kring in de gemeente. Bij de gemeenteraadsverkiezingen van 1907 probeerde hij verkozen te geraken in de gemeenteraad van Wilsele, maar de socialistische lijst behaalde amper stemmen. Omdat hij het door zijn socialistisch engagement  moeilijk had om aan werk te geraken, vestigde Corbeels zich in 1910 in Leuven. Acht jaar later, in 1918, keerde hij terug naar Wilsele.
In 1921 voerde Corbeels in Wilsele de socialistische lijst aan bij de gemeenteraadsverkiezingen. De lijst behaalde een absolute meerderheid, waarna Corbeels voorbestemd leek om burgemeester te worden. Minister van Binnenlandse Zaken Henri Carton de Wiart weigerde hem echter te benoemen en stelde de uittredende katholieke burgemeester Alfons Vangeel opnieuw aan als burgemeester. Corbeels werd dan maar schepen, bevoegd voor Financiën, Onderwijs en Openbare Werken. Bij de gemeenteraadsverkiezingen van 1926 behaalden de socialisten opnieuw een absolute meerderheid in Wilsele, dankzij de steun van de fabrieksarbeiders van het geïndustrialiseerde Wilsele aan de Vaart. Ditmaal werd hij wel benoemd tot burgemeester, een functie die vanaf begin 1927 uitoefende. Corbeels bleef burgemeester tot in 1946. Tijdens de Duitse bezetting in de Tweede Wereldoorlog was hij formeel geen burgemeester in 1943-1944, omdat hij wegens zijn hoge leeftijd werd afgezet door de Duitse bezetter. Van 1927 tot aan zijn overlijden in 1950 was Corbeels tevens voorzitter van de Commissie van Openbare Onderstand in de gemeente. Na de gemeenteraadsverkiezingen van 1946 werd de dan 75-jarige Corbeels als burgemeester opgevolgd door zijn partijgenoot Leopold Decoux.
Corbeels was meermaals kandidaat op de socialistische kieslijsten voor het arrondissement Leuven. In 1936 werd hij verkozen tot senator voor dit arrondissement, een ambt dat hij vervulde tot in 1946. In de Senaat bleef hij discreet en nam hij zelden het woord.
In Wilsele is het Henri Corbeelsplein naar hem genoemd.